# Псовиді
Псовиді, або песовиді, або собакоподібні (Canimorpha, або Caniformia) — підряд ссавців ряду хижих (Carnivora). Назва Canoidea стосується надродини. Типова родина підряду — псові (Canidae) з відповідним типовим родом пес (Canis).

## Морфологія
Представники зазвичай стопохідні, мають відносно довгий ніс та кігті, що не втягуються (на відміну від котовидих). Також, на відміну від останніх, мають більше зубів та менш спеціалізовані м'ясоїдні зуби. Більшість видів всеїдні.
На відміну від котовидих, які мають двокамерну тимпанальну буллу (слуховий пузир), псовиді мають однокамерні (у деяких у Arctoidea) або частково розділені булли. Це розділення відрізняється у різних інфрарядах: у Cynoidea формується вентрально-ентотимпанальний синус, у Arctoidea — трансбулярні синуси .

## Склад підряду

### Статус «ластоногих»
Докладніше див.: ластоногі.
Підряд містить в своєму складі групу (колишній ряд) ластоногих, Pinnipedia, яка включає родини отарієвих, моржевих та тюленевих. Інколи за традицією цю групу зберігають у класифікаціях як окрему надродину або навіть інфраряд.

### Родини Псовидих
Підряд Caniformia за виданням "Види ссавців світу" (2005) включає: Інфраряд Cynoidea, Інфраряд Cynoidea.
- - родина Псові — Canidae

Інфраряд Arctoidea
- родина Амфіционові† — Amphicyonidae

- надродина Ursoidea
  - родина Ведмедеві — Ursidae
  - родина Hemicyonidae† — Хеміционові

- надродина Phocoidea
  - родина Вухачеві — Otariidae
  - родина Моржеві — Odobenidae
  - родина Еналіарктові† — Enaliarctidae
  - родина Тюленеві — Phocidae

- надродина Musteloidea
  - родина Пандові — Ailuridae
  - родина Мустелові — Mustelidae
  - родина Скунсові — Mephitidae
  - родина Ракунові — Procyonidae